# Sesleria argentea
Sesleria argentea là một loài thực vật có hoa trong họ Hòa thảo. Loài này được (Savi) Savi miêu tả khoa học đầu tiên năm 1808.